# Chão de Couce
Chão de Couce ist eine Gemeinde (Freguesia) im portugiesischen Kreis Ansião. In ihr leben 1684 Einwohner (Stand 19. April 2021).